# Аль-Хакам II
Аль-Хакам II (13 січня 915 — 16 жовтня 976) — 2-й халіф Кордови у 961—976 роках.

## Біографія

### Спадкоємець трону
Походив з династії Омеядів. Син халіфа Абдаррахмана III. Народився у Кордові у 915 році. Здобув гарну, освіту, замолоду виявляв цікавість щодо численних наук. Менше цікавився військовими справами, про його участь в походах батька немає відомостей. Лише у зрілому віці набув управлінського досвіду, мешкаючи у палаці батька.

### Внутрішні справи
У 961 році після смерті батька успадкував трон. Отримав у спадок потужну державу, що контролювала більшу частину Піренейського півострова. Тому новий халіф спочатку приділяв більше уваги розбудові всередині халіфату.
Аль-Хакам II намагався сприяти розвитку сільського господарства та торгівлі. Для цього були зведені значні іригаційні споруди, обладнані нові ринки, розширено вулиці у значних містах. При ньому збільшено вирощування зернових і зернобобових культур, рису, оливок, винограду, інжиру, апельсинів, грейпфрутів. Завдяки розширенню влади в Магрибі було встановлені торговельні відносини з Західним Суданом, звідси кордовські купці отримували слонову кістку та золото. Набуло значного розвитку скотарство, особливо розведення верблюдів, чим займалися бербери.
Водночас у 962 році за наказом почалося розширення головної мечеті Кордови, яке тривало до 966 року. Мозаїку в неї створили візантійські майстри спрямовані імператором Романом II. Загалом халіф витратив на мечеть 261 537 динарів. У 969 році розпочав зведення халіфської резиденції Мадіна аз-Захра, яке було завершено у 976 році. На неї витрачено 35 705 динарів.
У 966 році під час великого голоду в державі аль-Хакам II наказав, щоб нагадувати бідних і нужденних. За його наказом зведено фортецю Баньйос-де-ла-Енсіна.

### Підтримка наук і мистецтв
В Кордові при дворі володаря дія відомий математик й науковець Лабана, який згодом став особистим секретарем аль-Хакама II. При дворі халіфа мешкали відомі арабські лікарі Абу аль Касім аль-Захраві та Хасдай ібн Шапрут, іншими відомими науковцями були Абу Абдаллах ас-Сікілі, ібн-Юлюль. За наказом халіфа було засновано 27 державних шкіл, де навчалися бідні та сироти.
Халіф зібрав значну бібліотеку, купуючи книги в Дамаску, Багдаді, Константинополі, Олександрії, Каїрі, Меккі, Медіні, Куфі та Басрі. На кінець життя аль-Хакама II його особиста бібліотека складала 600 томів. Також він зібрав найшанованіших фахівців з числа муладі та мосарабів, що здійснювали переклади з латини і грецької мови арабською мовою. Особливу увагу приділяв історії, в його власному доробку з праця з історія Аль-Андалуса.

### Зовнішня політика

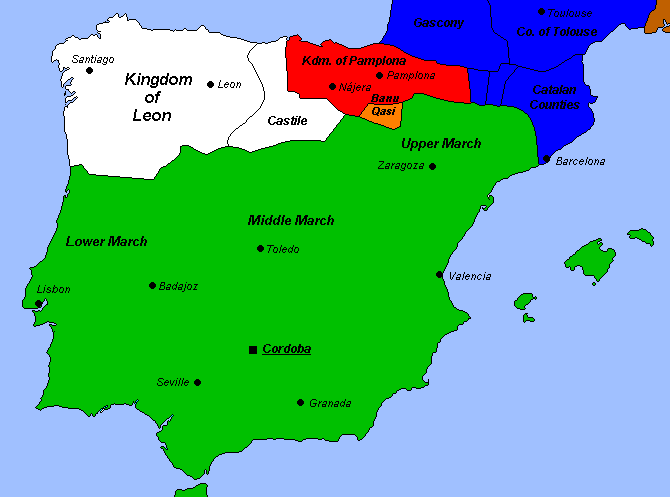
халіфат за часів аль-Хакама II

Халіф фактично передав візиру аль-Мушафі керувати зовнішньою політикою, військо — під орудою Галіба Абу-Таммана аль-Насіна. Саме останній зумів відбити напади норманів на прибережні міста. У 966 році флот варягів атакував західні райони халіфату. Спочатку відбулася запекла битва непаділік Лісабона, де жодна зі сторін не здобула перемоги. Потім норманни прорвалися до Севільї, поблизу якої у долині Сільвес війська халіфа здобули перемогу.
Водночас аль-Мушафі продовжив політику Абдаррахмана III щодо Леону, Наварри і Барселони, які відмовилися визнавати зверхність аль-Хакама II. Проти халіфату виступив Санчо I, король Леону, Гарсія Санчес I, король Наварри, та Фернан Гонсалес, граф Кастилії. Вони у 962 році відмовилися визнавати зверхність аль-Хакама II. У 963 році війська халіфату завдали рішучої поразки з'єднаним військам Леону, Наварри, Кастилії та Барселонського графства. На честь цього халіф прийняв додаткове ім'я аль-Мустансір (Переможний). У 964 році уклав союз з Абу Мансур Ісою ібн Абі аль-Ансаром з береберською державою берегватів на атлантичному узбережжі Марокко.
У 965 році здійснено новий похід, в результаті якого захоплено замок Сан-Естебан-де-Гормас, міста Атенса і Калахорра. У 965—966 роках військовик Ях'я бін Мухаммад сплюндрував королівство Наварру. У 970 році відбувся ще один вдалий похід до Наварри. У 971 й 974 роках аль-Хакам II приймав посольства з Барселони, змусивши графа останнього Бурреля II зруйнувати прикордонні фортеці. До 973 року усі християнські правителі визнали зверхність аль-Хакама II.
Наприкінці 960-х років інтереси халіфату поширилися на Магриб, де стикнулися з інтересами Фатимідів. У 973 році війська Омеядів висадилися в Марокко. У 974 році було захоплено Сеуту і Танжер. Втім у 975 році війська аль-Хакама II зазнали поразки, проте продовжили боротьбу, яка завершилася у 977 році визнанням Фатімідами захоплених Кордовським халіфатом міст марокканського узбережжя. Це призвело до послаблення Фатимідів та посилення їхніх туніських намісників Зіридів, з якими розпочалася нова боротьба.
У 971 році західна частина халіфату знову зазнала нападу норманнів. Бої з ними тривали біля Аотмерії та Севільї протягом декількох місяців. Зрештою війська халіфу зуміли відбити напад.
Разом з тим аль-Хакам II уклав угоди з могутніми християнськими державами, спрямованими проти Фатімідів: у 974 році з візантійським імператором Іоанном I Цимісхієм та у 976 році — Отоном II, імператором Священної Римської імперії.

### Питання спадщини
З юності аль-Хакам виявив суто гомосексуальну орієнтацію. Ставши халіфом мав гарем, що складався лише з чоловіків. Оточення володаря, стурбоване відсутністю спадкоємця, вирішило привести до нього рабиню на ім'я Субхі (мала баскське походження і християнське ім'я Аврора), одягнену наче чоловік. Аль-Хакам II дав їй чоловіче ім'я Джаафар, від якої народилися Абдаррахман і Гішам. Після смерті старшого сина у 970 році, аль-Хакам II у 975 році оголосив Гішама своїм спадкоємцем. Він успадкував трон після смерті аль-Хакама II (хворів з 975 року) у жовтні 976 року.

## Зовнішність і характер
Згідно з описом сучасників аль-Хакам II був значного зросту, мав велике тіло, товсту шию, короткі ноги, розмовляв басом.